# جلی کلانتان

عکس از جلی کلانتان

جلی کلانتان (به لاتین: Jeli) یک سکونتگاه مسکونی در مالزی است که در کلانتان واقع شده‌است.